# 南投縣埔里鎮愛蘭國民小學
南投縣立愛蘭國民小學（英語：Ai-Lan Primary School, ALPS），簡稱愛蘭國小， 是一所位於是位於台灣南投縣埔里鎮的一所公立國民小學，附設有幼稚園，校區位於愛蘭台地上並緊鄰暨大附中。

## 校史

### 日治時期
1898年10月1日，當時埔里社公學校設立，當時漢人並不踴躍於就學，反倒是埔里的平埔族人較願意接受新式日式教育，而烏牛欄地區（今愛蘭臺地地區）為埔里平埔族的大型聚落，因此地方於同年10月25日請設「埔里社公學校烏牛欄分教場」，並於11月1日獲准設立。
分教場先是借用烏牛欄基督教會的禮拜堂作為教室上課，並招烏牛欄地區女生33人開學，因當時平埔族較無重男輕女觀念，所以女生的就學比例較高，烏牛欄分教場由於成效良好，而於1899年6月3日更名為「埔里社公學校烏牛欄分校」，1901年3月1日，學校增設男子部，時任南投廳長久保通猷在當年的學事報告說到：「自從埔里社公學校設制烏牛欄分校以來，熟蕃較多入學，女子尤為踴躍就學。由於致力於兒童教育，故今已無需教員勸募，達到學齡者，不論貴賤、不分男女，皆能如期入學，蓋由於渠等向受漢人約束，欲恢復其地位之念殷切故也。至於學童成績，可謂不錯，勿寧說是凌駕漢人。尤其國語發音純正，幾無異於我國人，唯數學不無遜色。」，1911年04月01日，在地方仕紳黃敦仁協助下，成立烏牛欄公學校 ，1941年04月01日，改名為烏牛欄國民學校，1945年4月1日，再改名為烏牛欄青年學校。

### 戰後至今
太平洋戰爭結束，國民政府來台後，1945年12月1日，臺中州接管委員會接管烏牛欄青年學校，1946年，因臺灣學制重新制定，日治時期青年學校遭廢除，並於1947年5月25日改名為「臺中縣立鐵山國民學校」，隔年4月15日改名為「愛蘭國民學校」，後因1950年8月臺灣行政區域重畫，南投地區自臺中縣獨立，10月，「愛蘭國民學校」也隨之改隸為「南投縣愛蘭國民學校」，1967年，學校禮堂興建完畢，1968年9月1日，因政府實施九年國民義務教育，校名改為「南投縣立愛蘭國民小學」，並沿用至今。因學校禮堂年代老舊，且有天花板剝落、漏水與空間過小等問題，學校決議新建活動中心，並將禮堂拆除，2019年1月，學校舉辦舊禮堂拆除感恩活動，同年12月22日，學校新建活動中心於建校110周年校慶落成啟用。

## 學校象徵

### 校名
愛蘭國小在日治時期原名為「烏牛欄公學校」，烏牛欄三字，源自於豐原烏牛欄社的巴宰族因清代漢人向內拓墾，而被迫遷移至內地，而烏牛欄社的巴宰族人選擇埔里東側的臺地（今愛蘭臺地）為定居地，並命名此地為「Auran」，而後來台統治的日本人與漢人就以「Auran」的發音將聚落命名為「烏牛欄」（日语： aoran），烏牛欄公學校即是以聚落名稱命名，在戰後國民政府接收後，當時官員認為「烏牛欄」三字的閩南語發音像「牛的生殖器」，因此在1947年，學校改名為「鐵山國民學校」，1948年再改為「愛蘭國民學校」，1968年改制為「愛蘭國民小學」，沿用至今。

### 校徽

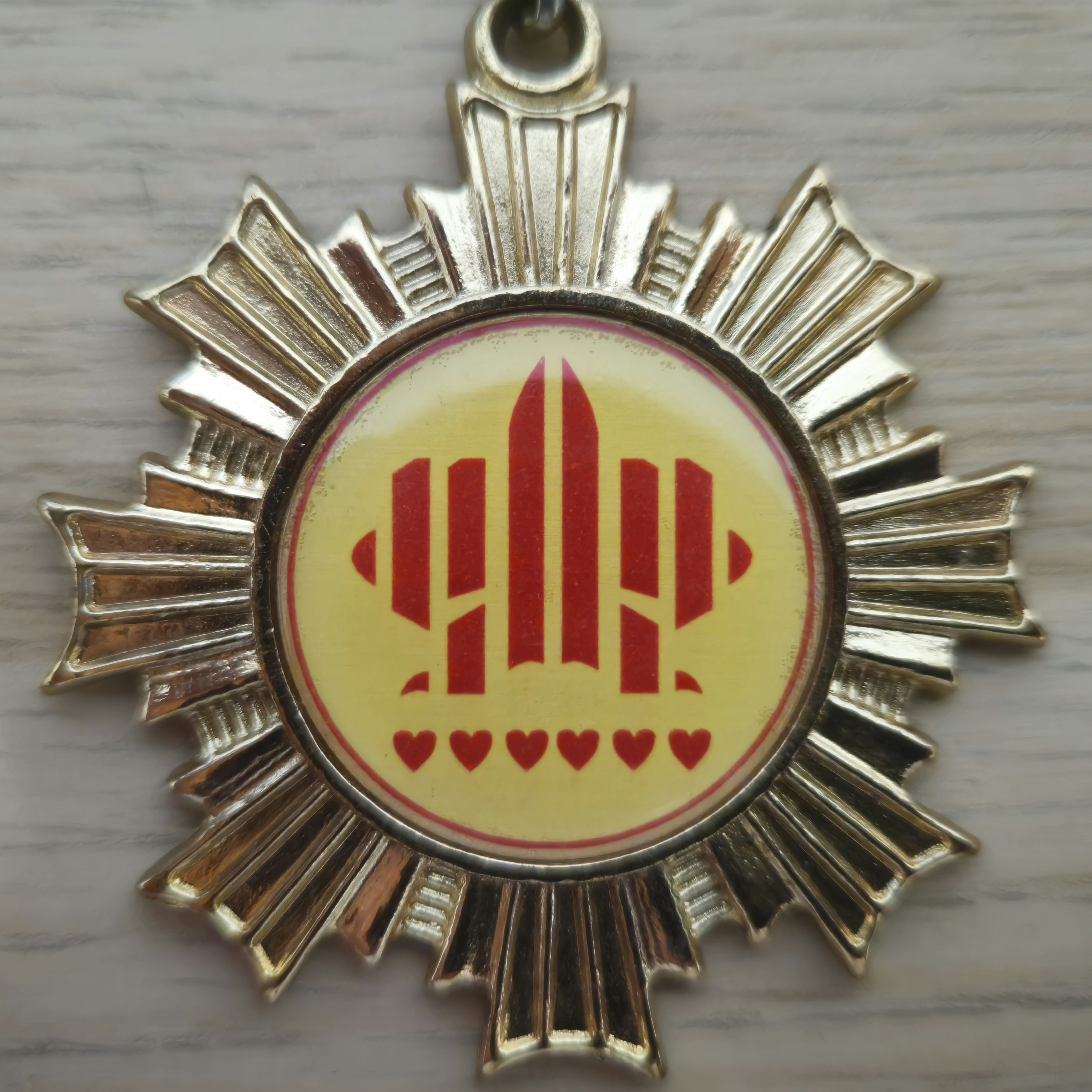
印有愛蘭國小校徽的獎章

愛蘭國小校徽源於1990年，嘉陽高中美工科的田啟元老師一日拜訪學校謝鎮賢校長時，在談話時表示對設計學校校徽有興趣而生。愛蘭國小校徽上部為蘭花切割圖，而下方六顆心則是代表中國漢代時的「禮、樂、射、御、書、數」六藝。

## 校園景觀

### 百年緬梔

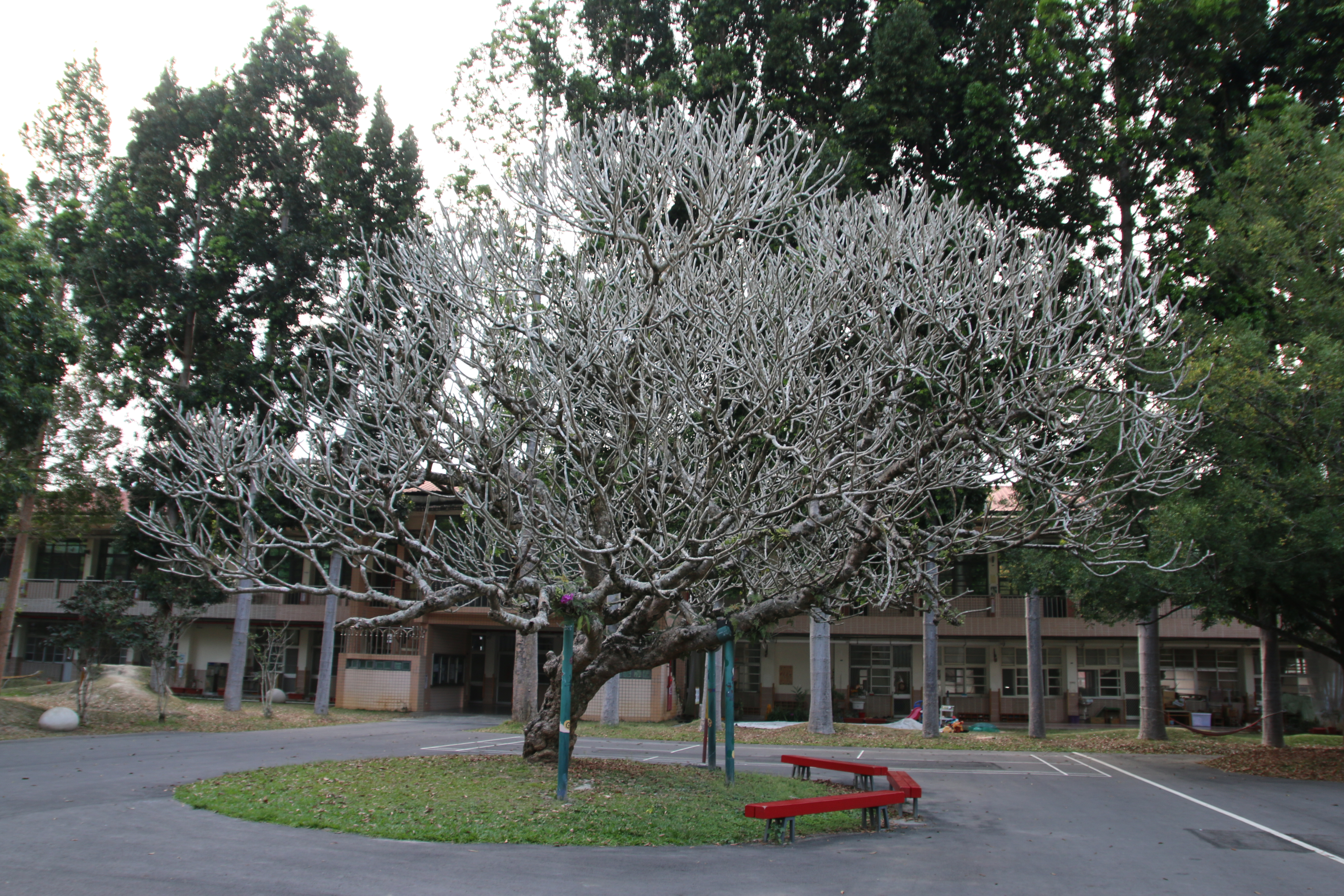
愛蘭國小的緬梔樹

在愛蘭國小內，有一棵自約1910年創校時種下的緬梔樹，至今樹齡已達百多歲，是國內少數樹齡逾百歲的緬梔，但有近年有一段時間因植樹環境不佳，導致開花量變少、花朵變小，之後在2013年向福田樹木保育基金會請求維護，並在拆除花台與除去周圍柏油後有所好轉。

### 校舍照片

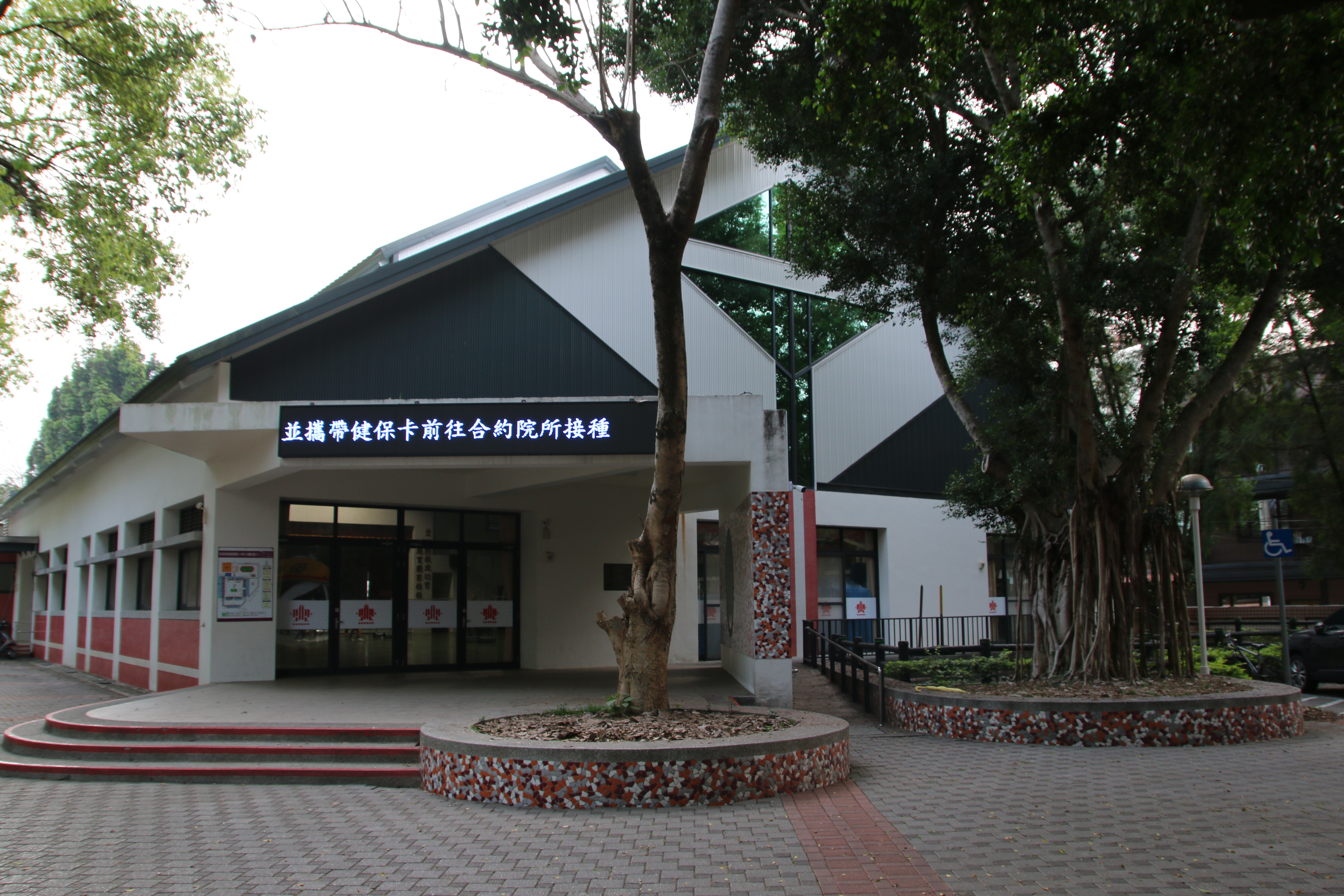
活動中心
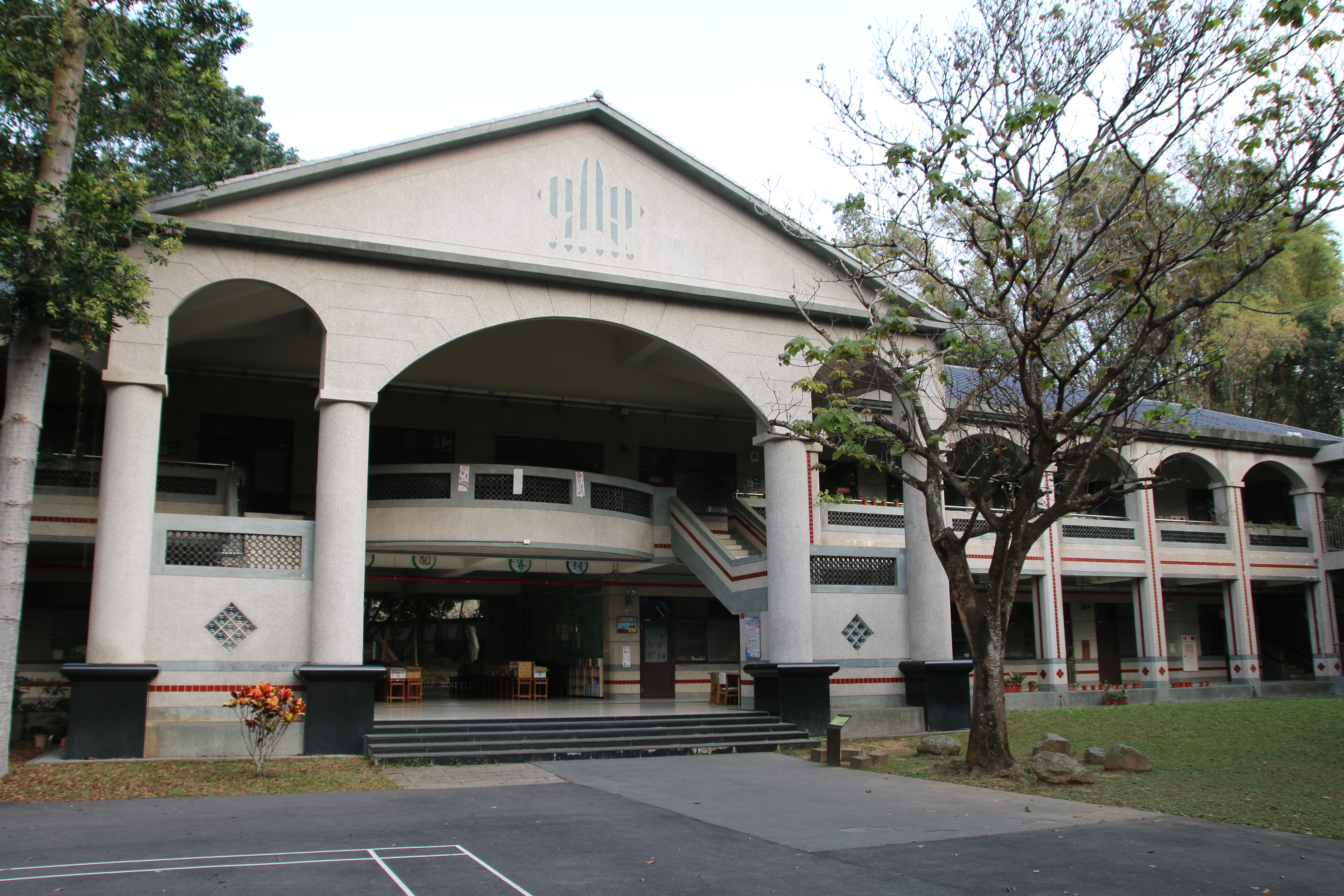
北棟大樓

## 歷任校長

### 日治時期
日治時期歷任校長自1911年4月1日，烏牛蘭公學校自埔里社公學校獨立列出：
| 屆次               | 姓名       | 就任時間      | 卸任時間      |
| ------------------ | ---------- | ------------- | ------------- |
| 烏牛欄公學校校長   |            |               |               |
| 1                  | 太田嘉三太 | 1911年4月1日  | 1913年7月14日 |
| 2                  | 片瀨近助   | 1913年7月14日 | 1914年6月1日  |
| 3                  | 前木金三郎 | 1914年6月1日  | 1919年3月31日 |
| 4                  | 坂梨健孫   | 1919年3月31日 | 1930年4月1日  |
| 5                  | 小川滋     | 1930年4月1日  | 1933年3月25日 |
| 6                  | 高橋貴義   | 1933年3月25日 | 1940年3月27日 |
| 7                  | 廣江清     | 1940年3月27日 | 1941年4月1日  |
| 烏牛欄國民學校校長 |            |               |               |
| 7                  | 廣江清     | 1940年4月1日  | 1943年4月1日  |
| 8                  | 矢野勉     | 1943年4月1日  | 1944年6月1日  |
| 9                  | 石原德助   | 1944年6月1日  | 1944年9月6日  |
| 10                 | 崎山吉太郎 | 1944年9月6日  | 1945年4月1日  |
| 烏牛欄青年學校校長 |            |               |               |
| 10                 | 崎山吉太郎 | 1945年4月1日  | 1945年12月6日 |

### 戰後
戰後愛蘭國小歷任校長自1945年，臺中州接管委員會接收烏牛欄青年學校後列出：
| 屆次                       | 姓名   | 就任時間       | 卸任時間       |
| -------------------------- | ------ | -------------- | -------------- |
| 臺中州立烏牛欄國民學校校長 |        |                |                |
| 1                          | 蔡春   | 1945年12月6日  | 1946年5月25日  |
| 2                          | 白青柏 | 1946年5月25日  | 1947年5月25日  |
| 臺中縣立鐵山國民學校校長   |        |                |                |
| 2                          | 白青柏 | 1947年5月25日  | 1948年4月15日  |
| 臺中縣愛蘭國民學校校長     |        |                |                |
| 2                          | 白青柏 | 1948年4月15日  | 1948年9月4日   |
| 3                          | 林瓊玖 | 1948年9月4日   | 1950年10月21日 |
| 南投縣立愛蘭國民學校校長   |        |                |                |
| 3                          | 林瓊玖 | 1950年10月21日 | 1951年9月1日   |
| 4                          | 蔡春   | 1951年9月1日   | 1968年8月1日   |
| 南投縣立愛蘭國民小學校長   |        |                |                |
| 代理                       | 洪登集 | 1968年8月1日   | 1969年9月1日   |
| 5                          | 初超凡 | 1969年9月1日   | 1979年8月1日   |
| 6                          | 賴樹山 | 1979年8月1日   | 1980年10月1日  |
| 代理                       | 劉俊超 | 1980年10月1日  | 1980年11月1日  |
| 7                          | 吳貴郎 | 1980年11月1日  | 1984年9月1日   |
| 8                          | 李枝炎 | 1984年9月1日   | 1989年8月1日   |
| 9                          | 謝鎮賢 | 1989年8月1日   | 1998年8月1日   |
| 10                         | 劉慶宗 | 1998年8月1日   | 2002年8月1日   |
| 11                         | 謝鎮賢 | 2002年8月1日   | 2005年8月1日   |
| 12                         | 杜淑華 | 2005年8月1日   | 2007年8月1日   |
| 13                         | 謝孟勳 | 2007年8月1日   | 2013年8月1日   |
| 14                         | 鐘森雄 | 2013年8月1日   | 2017年8月1日   |
| 15                         | 黃文生 | 2017年8月1日   | 2021年8月1日   |
| 16                         | 邱國峰 | 2021年8月1日   |                |